# Municipio de Hamilton (condado de Atlantic)
El municipio de Hamilton (en inglés: Hamilton Township) es un municipio ubicado en el condado de Atlantic en el estado estadounidense de Nueva Jersey. En el año 2010 tenía una población de 26.503 habitantes y una densidad poblacional de 92.0 personas por km².

## Geografía
El municipio de Hamilton se encuentra ubicado en las coordenadas 39°29′34″N 74°44′35″O / 39.49278, -74.74306.

## Demografía
Según la Oficina del Censo en 2000 los ingresos medios por hogar en la localidad eran de $50,259 y los ingresos medios por familia eran $54,899. Los hombres tenían unos ingresos medios de $37,419 frente a los $30,089 para las mujeres. La renta per cápita para la localidad era de $21,309. Alrededor del 6,6% de la población estaba por debajo del umbral de pobreza.